# Spumotim
Spumotim este o societate pe acțiuni din Timișoara înființată în 1971, primul producător de poliuretan din România.
Inițial companie de stat, a fost privatizată în 1994, prin metoda MEBO.
În prezent are capital complet privat, peste 800 de angajați și continuă să fie cel mai important producător de spume poliuretanice din România.
Număr de angajați:
- 2010: 600 [1]
- 2009: 600 [2]